# 克劳斯·奥根塔勒
克劳斯·奥根塔勒（德語：Klaus Augenthaler，1957年9月26日—），德国足球教练及前足球运动员。作为一名传统的清道夫，奥根塔勒在代表俱乐部及国家队均获得了成功：他随拜仁慕尼黑赢得过7次德国足球冠军，并长期保持这一纪录，直至2006年才被梅赫梅特·绍尔所打破。其职业生涯的巅峰则是随德国国家足球队赢得了1990年世界杯足球赛的冠军。

## 球员生涯

### 俱乐部
奥根塔勒最初在其家乡球队费尔斯霍芬（FC Vilshofen）开始足球生涯，在18岁时，他被时任拜仁慕尼黑助理教练的维尔纳·奥尔克带到拜仁青年队。在那里他先是踢了一年的中后卫，然后被主教练久拉·洛兰特招致一线队并改踢清道夫。尽管奥根塔勒在1976-77赛季没有获得德甲出场机会，但他却入选了巴伐利亚州足协代表队并随队赢得了业余性质的德国联邦州杯足球赛冠军。奥根塔勒作为职业球员的首秀即取得良好开局，在1977年10月12日拜仁慕尼黑主场以3比0战胜多特蒙德的德甲第11轮比赛中，他于第20分钟射入个人首球，同时也为球队首开纪录。这也开启了奥根塔勒此后代表球队德甲出场403次的序幕，并且直到1991年以前的每个赛季均取得至少1个入球。此外，他还参加过15场德国杯比赛（射入1球）和84场欧洲三大杯比赛（射入14球）。在完成他的德甲生涯后，奥根塔勒直至1996年仍会不时随拜仁慕尼黑业余队参加德国足球高级联赛或地区联赛。
在职业生涯中，奥根塔勒仅为拜仁慕尼黑一支球队效力，并随队加冕了多项赛事的桂冠。他在德甲的最后一次出场是1991年6月15日，在拜仁慕尼黑以2比2战平拜耳乌丁根的比赛中，他于第66分钟被曼弗雷德·本德替换下场。由于长期担任球队的队长，奥根塔勒已成为拜仁慕尼黑一个时代的标志，他一直在为夺取欧洲冠军杯而努力，但始终未能如愿：球队在1982年欧洲冠军杯决赛中以0比1不敌阿斯顿维拉，而在以1比2负于波尔图的1987年欧洲冠军杯决赛中，奥根塔勒却因为半决赛对阵皇家马德里时领到红牌而缺席。他在欧洲赛事的最后一次出场也以悲壮的方式完成：在1990/91赛季欧洲冠军杯对阵贝尔格莱德红星的半决赛中，奥根塔勒于第90分钟误将门将莱蒙德·奥曼扑出的皮球挡入自家大门，致使球队憾遭淘汰。

### 国家队生涯
奥根塔勒入选的第一支国家队是德国国家青年足球队，共出场11次并射入3球。他的国青队首演是在1975年10月15日德国客场以1比1战平瑞典的比赛。1976年3月3日，在他第5次代表德国国青队客场以2比0战胜匈牙利的比赛中，奥根塔勒又射入了个人首球。他在该组别国家队的最后一次参赛是在1976年6月1日，德国在客场以3比2战胜捷克。
奥根塔勒还为德国国家足球B队出场8次，其中第1次是1979年9月11日，德国在凯泽斯劳滕以2比1战胜罗马尼亚的比赛中替换迪特马尔·雅各布斯出场。同年10月16日，在他第2次代表德国B队出场时，他射入个人首球并帮助球队在科布伦茨以9比0大胜卢森堡。
1983年10月5日，奥根塔勒首次入选德国国家足球队，在德国于盖尔森基兴以3比0完胜奥地利的1984年欧洲足球锦标赛预选赛中登场亮相。他此后共为国家队出场27次，并参加了两届世界杯足球赛，其最后一场国际比赛是1990年7月8日，随德国队在意大利罗马赢得1990年世界杯冠军。

## 教练生涯
在球员生涯结束后，奥根塔勒立即成为了拜仁慕尼黑19岁以下青年队的主教练。从1992年至1997年间，他又担任拜仁慕尼黑一线队的助理教练，并在1996年5月中旬至赛季结束时短暂代替弗朗茨·贝肯鲍尔行使主教练职权。直至1996年，奥根塔勒在教练工作之余，仍不时以球员身份代表拜仁慕尼黑二队参赛。
在奥特马·希斯菲尔德于1996年夏天入主拜仁后带来了助理教练米夏埃尔·亨克，拜仁董事会因此劝说奥根塔勒离开球队。于是奥根塔勒在1997年转投奥地利足球超级联赛，担任格拉茨AK的主教练。2000年3月，他重返德国执教纽伦堡，并率领球队在2001年成功升入德甲。然而至2003年4月30日，纽伦堡在德甲联赛下半程的13场比赛中仅拿到9分，面临严峻降级威胁的弗兰肯球队选择解雇了奥根塔勒。
同年5月15日，他接受了勒沃库森的邀请成为“救火教练”，并率队在赛季结束时位居积分榜第15，避免了降入德乙。2003-04赛季，奥根塔勒带领他的球队夺得联赛季军，并赢得欧洲冠军联赛的参赛资格。2004年9月15日，勒沃库森在2004/05赛季欧洲冠军联赛分组赛的首战便在主场令人信服的以3比0战胜皇家马德里，然而进入十六强后即遭利物浦双杀淘汰（主客场均为1比3失利）。2005年9月16日，由于勒沃库森2005-06赛季德甲前4轮比赛中仅积4分，排在积分榜的第12位，创下俱乐部历史上的最差开局，奥根塔勒再度被提前解除职务。
经过3个月的赋闲，奥根塔勒于2005年12月29日接替霍尔格·法赫出任沃尔夫斯堡主教练。2007年5月19日，在率领沃尔夫斯堡以联赛倒数第四的名次勉强保级后，奥根塔勒宣布与球队提前解约。
2010年3月23日，奥根塔勒开始接掌德丙球队翁特哈兴的教鞭。在该季第36轮联赛中，翁特哈兴凭借马库斯·斯特格曼的入球以1比0战胜伍珀塔尔，成功保级。2010-11赛季后，奥根塔勒没有再获得续约。

## 荣誉
球员
- 世界杯冠军：1990年
- 德国足球冠军：1980年、1981年、1985年、1986年、1987年、1989年、1990年
- 德国杯冠军：1982年、1984年、1986年
- 德国超级杯冠军：1983年、1987年、1990年
- 德国联邦杯（德语：Länderpokal (DFB)）冠军：1977年

主教练
- 奧地利盃冠军：2000年
- 德国足球乙级联赛冠军：2001年

个人
- 拜仁慕尼黑名人堂[20]

## 风格
无论在国家队或是俱乐部当中，奥根塔勒均主要司职清道夫，负责组织防守，并主罚大部分的任意球。此外，他还以标志性的大力射门而著称。其最广为人知的一个入球是在1989年8月19日由拜仁对阵法兰克福的德国杯第一轮比赛中产生：他在中圈附近的一脚超远距离怒射破门被德国公共广播联盟评为1980年代最佳入球。